# Ненад Џодић
Ненад Џодић (Београд, 4. јануар 1977) бивши је југословенски и српски фудбалер.

## Каријера
Каријеру је почео у тиму из Горње Вароши у коме је прошао све селекције, да би за први тим ФК Земун (1995–97) одиграо 49 прволигашких сусрета и постигао 3 гола.
Врло млад одлази у иностранство и са великим успехом игра у француском Монпељеу (1997–2004 и 2007–2011) где је једно време био и капитен француског клуба, док је неколико сезона наступао и за  Ајачио (2004–07).
Крајем октобра 2011. објавио је да завршава играчку каријеру због повреде бутине коју је доживео против француског Оксера у децембру 2010.
За репрезентацију Југославије је одиграо 5 утакмица. Дебитовао је 13. фебруара 2002. против Мексика (2:1) у Финиксу, САД, док је последњи пут за „плаве“ наступио 6. септембра 2002. против Чешке (0:5) у Прагу.

## Трофеји
Монпеље
- Интертото куп (1) : 1999.